# Vlajka Kastrioti
Vlajka Kastrioti was een Albanese prinses uit het adellijk geslacht Kastrioti. De dynastie regeerde tussen de 14e en 15e eeuw over het vorstendom Kastrioti in gebieden die overeen komen met het huidige centraal-Albanië. Vlajka was de jongste zus van de Albanese volksheld Skanderbeg.
Vlajka Kastrioti was de jongste dochter van het Albanese adellijk echtpaar Gjon en Vojsava Kastrioti. Ze had vier broers: Reposh, Stanisha, Konstantin en Gjergj en vier zussen: Mara, Jelena, Mamica en Angjelina.
De broer van Vlajka, prins Gjergj Kastrioti - beter bekend als Skanderbeg - werd de leider van de Liga en opperbevelhebber van het Albanese leger gedurende de oorlog tegen het Ottomaanse Rijk. Hij won hier tot zijn dood in 1468 24 van de 25 veldslagen.
Vlajka huwde twee keer: eenmaal met prins Gjin Muzaka. Haar tweede huwelijk was met Stefan Balsha. Met Stefan, een edelman binnen het vorstendom Balsha, kreeg ze twee kinderen: Gojko en Ivan.
Stefan Balsha zocht steun bij de Ottomaanse sultans om - tevergeefs - delen van zuid-Montenegro te veroveren. Nadien trad Stefan in het Venetiaanse leger, waar hij als commandant diende.